# سرفل مفترش
سرفل مفترش (الاسم العلمي:Chaerophyllum procumbens) هو نوع من النباتات يتبع جنس السرفل من الفصيلة الخيمية.